# Simulium nigricoxum
Simulium nigricoxum är en tvåvingeart som beskrevs av Stone 1952. Simulium nigricoxum ingår i släktet Simulium och familjen knott. Inga underarter finns listade i Catalogue of Life.